# خیابان راکفلر
«خیابان راکفلر»(به انگلیسی: Rockefeller Street) تک‌آهنگی از هنرمند اهل استونی گتر یانی است که در سال ۲۰۱۱ میلادی منتشر شد و نماینده استونی در یوروویژن ۲۰۱۱ در دوسلدورف بود که در نهایت به رتبه ۲۴ رسید.